# 追憶売ります
『追憶売ります』(ついおくうります、原題：We Can Remember It for You Wholesale) は、アメリカの作家フィリップ・K・ディックが1966年4月に『ファンタジー＆サイエンス・フィクション』誌に発表したSF小説。現実、偽の記憶、本当の記憶の融合を描く。この物語は1990年にアーノルド・シュワルツェネッガーが主人公の映画『トータル・リコール』として映画化され、2012年にはコリン・ファレルが主人公の映画としてリメイクされた。

## 概要
「そう遠くない未来」で平凡な事務職に就いているダグラス・クウェイル最大の夢は火星を訪れることだったが、いつも妻に止められていた。やがてクウェイルは、本人ですら偽の記憶とは気づかない記憶移植を提供するというリコール社で、火星でスパイとして活躍したという偽の記憶の移植を受ける。しかし、技術者が記憶移植を実行しようとすると、既にクウェイルの記憶には火星の記憶が存在していた。昏睡状態のクウェイルが語ったところでは、彼は本当に火星に行ったことのあるスパイであったという。
記憶移植は中途半端であったが、リコール社のマクレーンは、クウェイルの払った記憶移植費の半金を返金し、彼を家に帰す。クウェイルは火星での記憶が曖昧だったことから移植は失敗だったと考え、火星の記憶は偽物だと信じて帰宅した。しかし、机の中から火星生物の標本を発見する。彼は妻に自分が本当に火星に行ったのかどうかを問いただすが、妻は怒って彼のもとを去り、同時に武装した2人の男が突然入ってきて、クウェイルの頭の中にテレパシー発信機があり、彼の思考を読むことができることを明かす。このやりとりを通じて、クウェイルは突然、記憶を消された理由を思い出す。クウェイルは単なる諜報員ではなく、地球政府の政敵を殺した暗殺者だった。
記憶を取り戻したクウェイルを武装した男たちは殺そうとするが、能力も取り戻したクウェイルは彼らを撃退し、逃走する。どうすべきか悩むクウェイルは、テレパシー通信機を通じてかつての司令官たちに連絡する。クウェイルは暗殺者であったという記憶を、人生の楽しい記憶に置き換える再度の記憶移植をすることを提案し、司令官たちは、かつての仲間を助けることが自分たちの義務だと感じ、同意する。
クウェイルは再度リコール社を訪れ、精神科医に自分の個人的な欲望が何であるかを解明してもらう。精神科医が見つけた記憶によると、幼い頃、クウェイルは地球を完全に侵略しようとしているエイリアンに出会ったが、幼いクウェイルはエイリアンをとても優しく受け入れたので、彼が生きている間、彼らは侵略を控えることにしたというものだった。司令官たちはナルシスト的なファンタジーだと思いつつもこれがクウェイルの誇大妄想の原因と考え、リコール社が記憶を植え付けることに同意する。

## 登場人物と機関
ダグラス・クウェイル
下働き。火星に実際に行ったという抑圧された記憶によって、火星に行きたいという強い願望を持つ。
キルスティン・クウェイル
クウェイルの妻。火星に行きたいというダグラスのおしゃべりにイライラしている。
マクレーン
リコール社の上級医師。
シャーリー
リコール社で働く受付嬢。
リコール社
偽の記憶移植を扱う会社。
インタープラン
クウェイルの火星に関する記憶を消し去った秘密政府機関

## 刊行歴
We Can Remember It for You Wholesale」は、「The Magazine of Fantasy & Science Fiction」1966年4月号に初出。以下の作品集に再掲載されている：
- Nebula Award Stories Number Two (1967)
- World's Best Science Fiction: 1967 (1967)[1]
- The Preserving Machine (1969)
- Alpha 5 (1974)
- The Collected Stories of Philip K. Dick: Volume V (1987)
- The Little Black Box (1990)
- We Can Remember It for You Wholesale (1990)
- The Philip K. Dick Reader (1997)
- Minority Report (2002)
- Selected Stories of Philip K. Dick (2002)
- The Wesleyan Anthology of Science Fiction (2010)

## 映画化
このプロットは、ポール・バーホーベン監督、アーノルド・シュワルツェネッガー主演の1990年の映画『トータル・リコール』の原案となった。リメイク版はレン・ワイズマンが監督し、2012年8月3日に公開された。キャロルコ社のオーナーは1990年版のためにディックからストーリーのライセンスを得ていたが、2012年版は大部分が原作に基づいており、ディックを脚本家としてクレジットしていない。両作品ともディックのストーリーの主要なコンセプトを含んでいるが、多くの改変が含まれている。